# Sarcocornia fruticosa
La sosa alacranera (Sarcocornia fruticosa) es una planta halófila de la familia Amaranthaceae

## Descripción

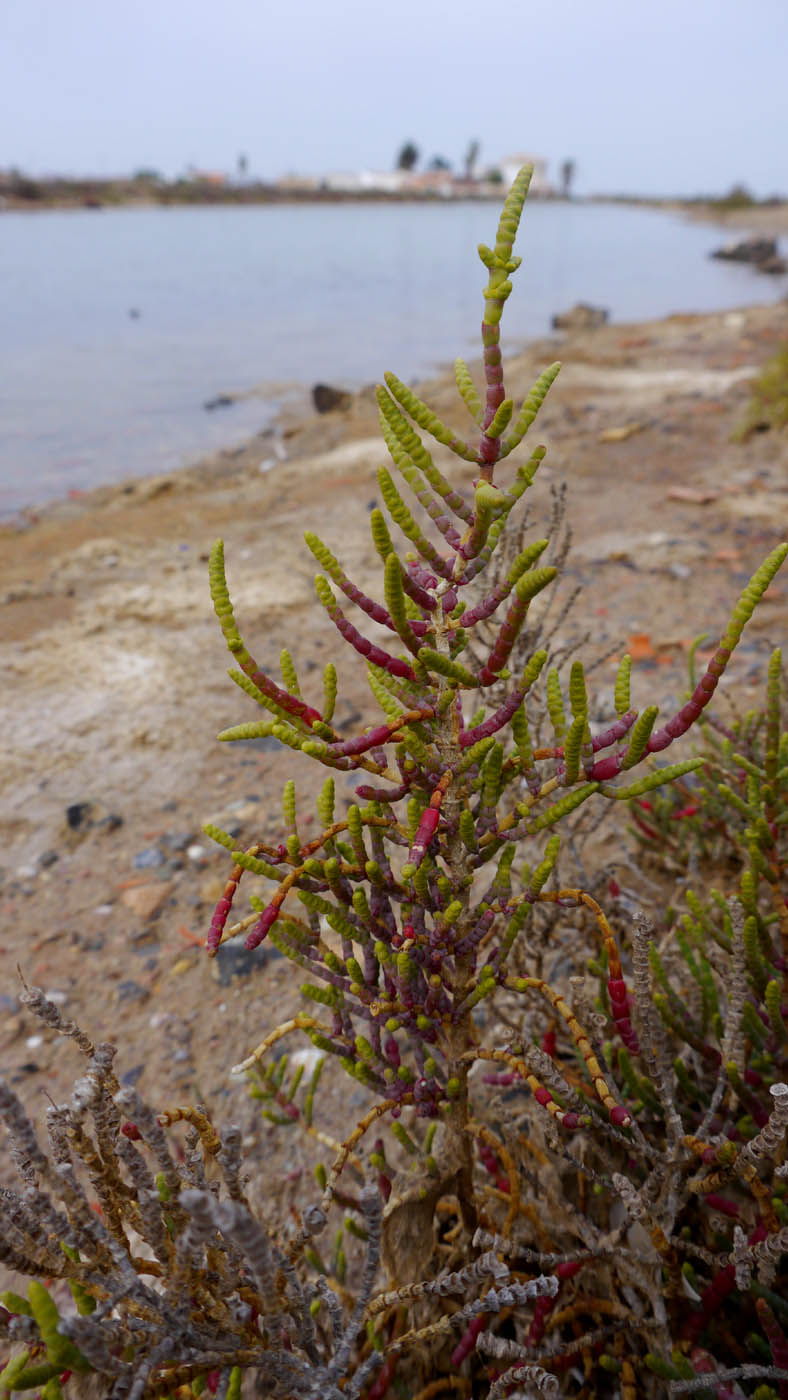
Ejemplar de sosa alacranera en las salinas de Marchamalo, en Cartagena, España.

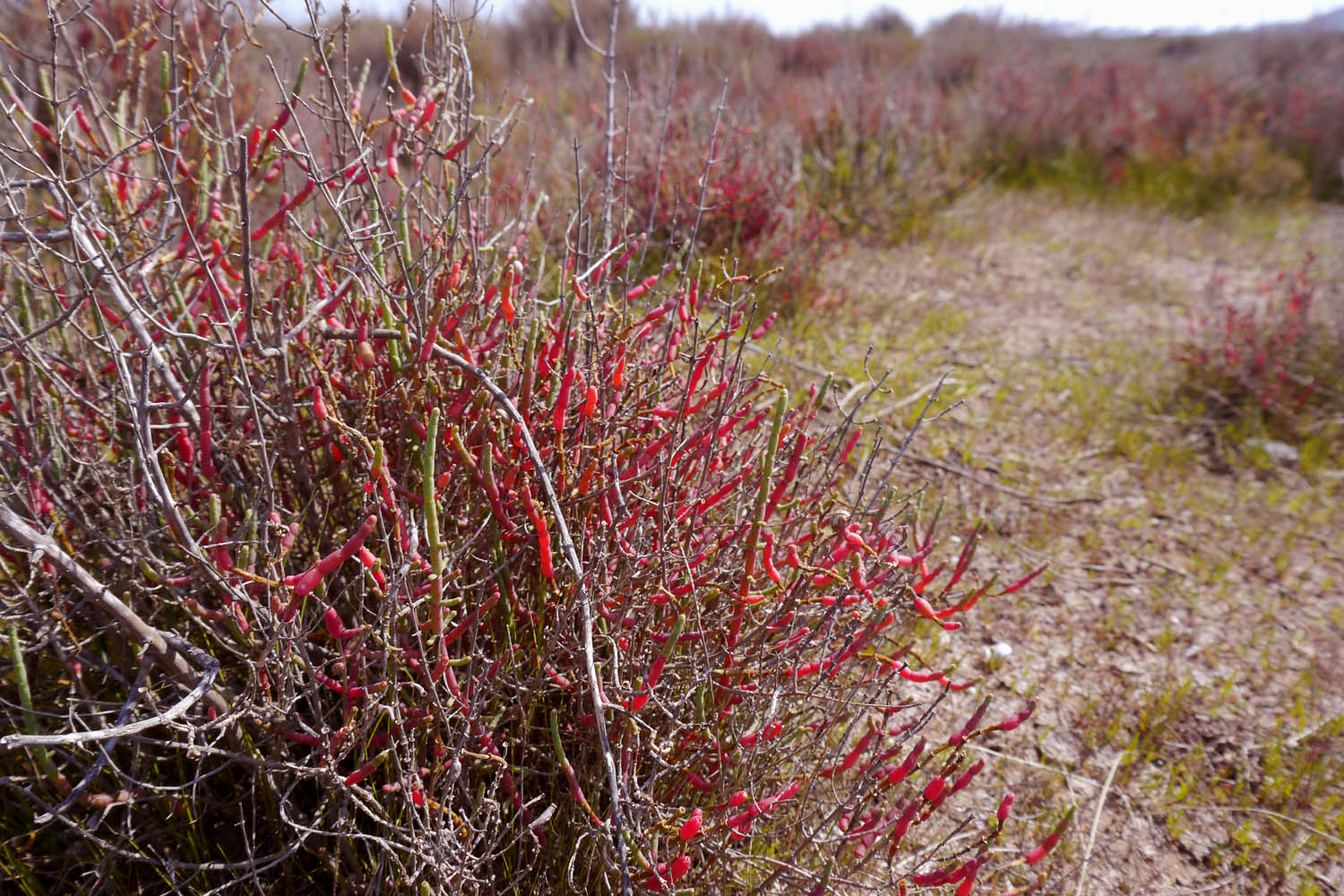
Ejemplar de sosa alacranera en las salinas de Marchamalo, en Cartagena, España.

Herbácea perennifolio, hermafrodita de hasta 1,5 m, siempre erguido, muy ramoso. Ramillas opuestas; las fértiles herbáceas, también opuestas, articuladas, cilíndricas, con todos los artejos cilíndricos, verdes y glabras, en apariencia desprovistas de hojas. Hojas muy pequeñas sésiles, soldadas entre sí sobre el ápice de los artejos o segmentos, formando una especie de delgado anillo hialino. La inflorescencia es una espiga cilíndrica y articulada. Las flores aparecen agrupadas de 3 en 3 en la base de los artejos; la central más grande que las laterales; periantio de una sola pieza de sección más o menos triangular, tetragonal o pentagonal; anteras amarillas. Las flores al desprenderse dejan una cavidad dividida por 2 membranas en 3 celdillas del mismo tamaño que las flores que contenía. El fruto es un aquenio incluido dentro del periantio. Semilla parda o pardo-grisácea. Floración en verano.

## Hábitat
Terrenos salados abundantes en humedad, salinas costeras, marismas y en roqueríos.

## Distribución
Amplia distribución mundial: Eurasia,  norte de África, Polinesia, América central y Suramérica.

## Taxonomía
Sarcocornia fruticosa fue descrito por (L.) A.J.Scott  y publicado en Journal of the Linnean Society, Botany 75(4): 367. 1977[1978].
Citología
Número de cromosomas de Sarcocornia fruticosa (Fam. Chenopodiaceae) y táxones infraespecíficos: 2n=72 2n=54
Etimología
Sarcocornia: nombre genérico que deriva del griego: sárx, sarkós = carne; y -cornia = "cuerno", terminación que abunda en los géneros de las Salicornieae.
fruticosa: epíteto latino  que significa "arbustiva.
Sinonimia
- Salicornia arabica <sensu Maire, non L.
- Arthrocnemum fruticosum (L.) Moq.
- Salicornia biloba Kunze ex Fenzl
- Salicornia corticosa (Meyen) Walp.
- Salicornia corticosa f. typica Speg.
- Salicornia equisetifolia Willd. ex Moq.
- Salicornia europaea var. fruticosa L.
- Salicornia fruticosa (L.) L.
- Salicornia fruticosa var. corticosa (Meyen) Gunckel
- Salicornia fruticosa var. peruviana (Kunth) Ung.-Sternb.
- Salicornia gaudichaudiana Moq.
- Salicornia herbacea var. fruticosa L.
- Salicornia neei Lag.
- Salicornia peruviana Kunth
- Salicornia peruviana var. corticosa (Meyen) Gunckel
- Suaeda corticosa Meyen[7]

## Nombres comunes
- Castellano: alacranera, almajo salado, almajo salao, garbancillo, hierba de cristal, hierba del jabón, salicor, salicor duro, sapillo, sapina, solimernos, sosa alacranera, sosa de las salinas, sosa grosa.[8]
- En Perú: esguru, schuru.[9]